# Klanc
Klanc – wieś w Słowenii, w gminie Dobrna. W 2018 roku liczyła 452 mieszkańców.